# Lju Minghuang
Lju Minghuang (poenostavljena kitajščina: 刘明煌; tradicionalna kitajščina: 劉明煌; pinjin: Liú Mínghuáng), tajvanski lokostrelec, * 17. september 1984, Tajvan.
Sodeloval je na lokostrelskem delu poletnih olimpijskih igrah 2004.